# Dukkha

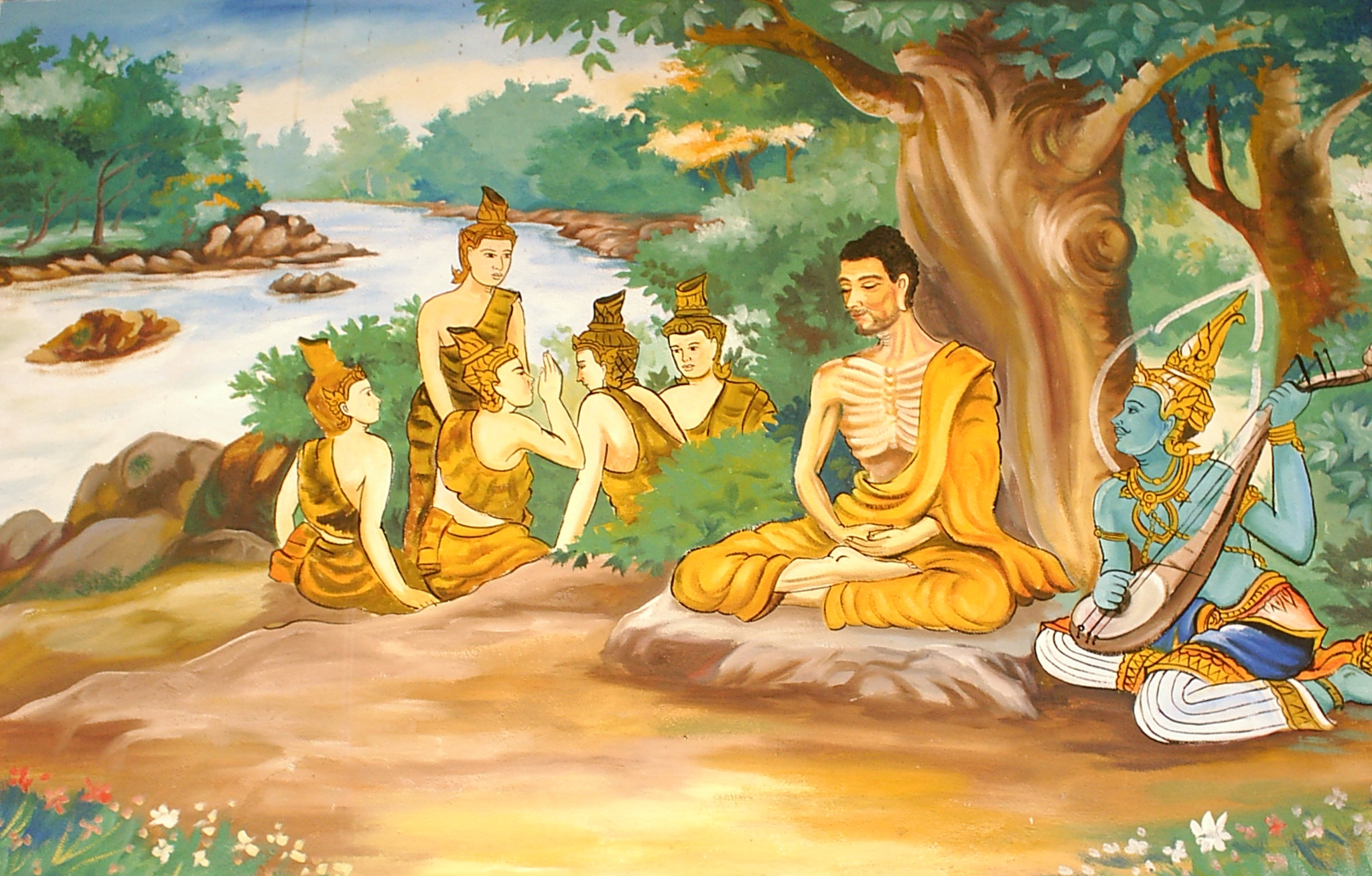
O Bodisatva Sidarta Gautama ainda sofre antes de se tornar um Buda completamente realizado, nesta figura, o vemos com seus cinco companheiros ascetas, que posteriormente se tornaram a primeira comunidade budista humana, e um Deva em azul.

Dukkha (/ˈduːkə/) (Sânscrito: दुःख; Pali: dukkha), "sofrimento", "dor", "desconforto", insatisfação", "descontentamento"; lê-se /dúk-kha/, com o h aspirado, como no inglês) é o contrário de sukkha ("bem-aventurança", "prazer", "conforto", "satisfação", "contentamento") é um dos princípios fundamentais do Budismo, Jainismo e Hinduísmo.
É parte da primeira das Quatro Nobres Verdades e uma das Três Marcas da Existência sendo causado pelas nossas emoções perturbadoras, ou nossos estados mentais patológicos, que nos levam a gerar ações negativas e que levam ao sofrimento (Klesha, Três Venenos), e pode referir-se mais especificamente à "insatisfação" ou "desconforto" da existência transitória, que ansiamos ou buscamos quando ignoramos essa transitoriedade. A transitoriedade e insubstancialidade de todos os fenômenos é um fato que pode ou não causar sofrimento, de acordo com essa visão.
A tradição da tradução de dukkha para o termo "sofrimento" é particularmente deletéria já que seu antônimo (palavra que tem o significado oposto à outra, que é o seu contrário), sukkha, torna-se intraduzível, já que o termo "sofrimento" não apresenta contrário direto. Opta-se recorrentemente, no entanto, em manter-se a tradição dessa tradução ainda que ela não reflita com nitidez, ou lógica, o par dukkha-sukkha. Nessa tradução, explicita-se uma tradição cristã, que consciente ou inconscientemente, adota um termo estranho ao pensamento, ética e moral budista, mas próximo da cristã.
Embora o termo dukkha tenha sido frequentemente derivado do prefixo du- ("ruim" ou "difícil") e da raiz kha ("vazio", "buraco"), significando um buraco de eixo mal ajustado de uma carroça ou carruagem que dá a ideia de "uma jornada muito acidentada", pode na verdade ser derivado de duḥ-stha, um "dis-/mal- + fica/suporta/aguenta-", isto é, "ficar mal, instável", "desequilibrado".

## Descrição
A primeira Nobre Verdade proferida por Buda Shakyamuni após sua iluminação é normalmente descrita como "a vida (como experienciamos) é sofrimento", ou "existe sofrimento".
Este sofrimento abarca dos níveis mais sutis aos mais grosseiros de não satisfatoriedade, atrito e desconforto. É uma constatação da angústia humana, que é tomada como base para depois desenvolver o caminho para o fim deste sofrimento.
O Buddha definiu sofrimento como:
Agora, bhikkhus, esta é a nobre verdade do sofrimento: nascimento é sofrimento, envelhecimento é sofrimento, enfermidade é sofrimento, morte é sofrimento; tristeza, lamentação, dor, angústia e desespero são sofrimento; a união com aquilo que é desprazeroso é sofrimento; a separação daquilo que é prazeroso é sofrimento; não obter o que se deseja é sofrimento; em resumo, os cinco agregados influenciados pelo apego são sofrimento.
É preciso ressaltar que a tradução de dukkha simplesmente como 'sofrimento' é considerada incompleta, muitos autores propõem outras traduções alternativas como: insatisfatoriedade, alegria e sofrimento juntos, "estresse" e "o que é difícil de suportar".
Dukkha refere-se a toda experiência condicionada no samsara, sejam nossos momentos infelizes ou até felizes. A razão dos momentos felizes também serem consideradas dukkha é que com a separação daquilo que nos faz felizes também estamos condicionados a sofrer. O Buddha não nega a felicidade desses momentos, mas aponta para uma felicidade maior, que não depende das condições externas e portanto não é frágil como a felicidade mundana.
É necessário enfatizar que todos os vários aspectos de dukkha de fato tem sua origem em causas, o que assim possibilita sua investigação e, portanto, seu término. Ao encontrar as causas-raiz de dukkha e destruí-las, a vida humana pode se tornar feliz e próspera.

## Os três tipos dedukkha
Há três tipos básicos de dukkha:
1. Dukka Dukkata, o dukkha comum da dor, os Devas não experienciam este dukkha.
2. Viparinama Dukkata, o dukkha da mudança, se afastar do belo ou se aproximar do feio.
3. Sanskara Dukkata, o dukkha intelectual, a tentativa existencial e angustiante de procurar filosofias, ideias, padrões, códigos, regras, dogmas, postulados ou teorias verdadeiras, estéticas, estáveis, eternas, universais, concisas e gerais.

## Os seis tipos dedukkha
Todos os seres dos seis reinos do samsara passam pelos seis tipos de dukkha que são as consequências de uma mente não iluminada:
1. O dukkha das dúvidas e incertezas
2. O dukkha de não se conseguir obter tudo o que é desejado
3. O dukkha de ter que continuamente mudar de corpo
4. O dukkha do nascimento
5. O dukkha de subir e descer, melhorar e piorar, alegrar-se e entristecer
6. O dukkha da morte